# Вольтер, Алексей Александрович
Алексе́й Алекса́ндрович Вольте́р (7 [19] мая 1889, Нижний Новгород — 16 мая 1973, Москва) — русский советский живописец, представитель соцреалистической школы, музейный работник; один из основателей и активных деятелей АХРР, первый председатель Московского областного союза советских художников, директор Третьяковской галереи (1932–1937).

## Биография
Первоначальное художественное образование получил в мастерской А. О. Карелина в Нижнем Новгороде (1900—1906). В 1908 году приехал в Петербург, где поступил в Лесной институт (1908—1911). Посещал Рисовальную школу Общества поощрения художеств (1913), где занимался под руководством Н. К. Рериха и А. А. Рылова; студию В. А. Зверева (1913—1915), где брал уроки у П. П. Чистякова.
Жил в Москве. Участвовал в выставках Товарищества независимых в Петербурге; один из основателей, член и экспонент АХРР (1924, 1926, 1929), руководитель «производственного бюро» Ассоциации. Провел персональную выставку в Москве (1964). Помимо художественной деятельности, занимался музейной работой: в 1920—1928 занимал пост директора Центрального кустарного музея Высшего совета народного хозяйства, в 1932—1937 — директора Государственной Третьяковской галереи. Автор ряда статей по музееведению. Был удостоен званий заслуженного художника РСФСР и заслуженного деятеля искусств РСФСР.
В 1923 году Вольтер руководил реорганизованной кустарной промышленностью, по его эскизам мастерами Палеха, Мстеры, Холуя создавались произведения новой советской тематики. На Первой Всесоюзной сельскохозяйственной и кустарной выставке Алексей Вольтер был отмечен дипломом 1-й степени. На Международной выставке декоративных искусств в Париже он и ряд мастеров из Палеха были удостоены золотой медали. Живописные произведения Вольтера демонстрировались на всесоюзных и юбилейных выставках, хранятся в коллекции Русского музея и других крупных собраниях.